# Cupra racing
Cupra Racing, tidigare SEAT Sport, är Cupra:s fabriksracingstall som tävlar i WTCC. Stallchef är Jaime Puig. Stallet grundades 1985 av Seat. De tävlade även i BTCC under namnet SEAT Sport UK mellan 2004 och 2008 och rally-VM fram till 2000.

## WTCC-förare
- 2009 - Yvan Muller, Gabriele Tarquini, Rickard Rydell, Tiago Monteiro, Jordi Gené
- 2008 - Yvan Muller, Gabriele Tarquini, Rickard Rydell, Jordi Gené, Tiago Monteiro, José Manuel Pérez-Aicart
- 2007 - Yvan Muller, Gabriele Tarquini, Jordi Gené, Tiago Monteiro, Rickard Rydell, Michel Jourdain Jr., Peter Terting, Oscar Nougés
- 2006 - Rickard Rydell, Jordi Gené, Peter Terting, James Thompson, Gabriele Tarquini, Yvan Muller, André Couto, Florian Gruber, Oscar Nougés
- 2005 - Rickard Rydell, Jordi Gené, Peter Terting, Jason Plato, Marc Carol

## ETCC-förare
- 2004 - Rickard Rydell, Jordi Gené, Frank Diefenbacher
- 2003 - Jordi Gené, Frank Diefenbacher